# Родаймес Прайм
Рóдаймес Прайм, також Рóдимус Прайм. (англ. Rodimus Prime, також відомий як Хот Ро́д) — персонаж вигаданого всесвіту «Трансформерів», важлива дійова особа цілого ряду мультсеріалів і коміксів про трансформерів, новий лідер автоботів, який змінив на цій посаді Оптімус Прайм. 
Належність — автобот. Спеціалізація — захисник.

## Опис
Родимус Прайм є в деякому роді більш зрілим, що застосував деякі перетворення в зміні зовнішнього вигляду клоном Хот Роду. Ця трансформація, а також одночасне отримання керівника автоботів сталася під час великого бою між автоботами і десептиконами.
Також, як і Родимус Прайм, Хот Род здолав Юнікрона і відновив порядок в галактиці. За своїм спілкуванням Родимус Прайм нагадує підкованого і загартованого в боях ветерана, який говорить дуже повільно і злагоджено, описуючи події в найменших деталях. Але часом буває і гарячим - маючи тенденцію спочатку діяти і лише потім ставити питання. Єдина мета - захист будь-якої форми життя як на планеті Земля, так і поза нею.

## Передісторія
Спочатку (до прийняття Матриці лідерства) носив ім'я  'Хот Род'  (англ. Hot Rod, в російській телевізійній версії 6-го каналу -  'Патрон' ). 
 У фільмі « Трансформери: The Movie» Хот Род - молодий боєць, який несе службу в гарнізон е Міста автоботів під командуванням Ультра Маґнус а. Він так і пашить енергією і запалом, з азарт ом приймається за будь-яку справу, будь то рибалка або битва з десептиконами. «По молодості років» схильний до імпульс івним і безрозсудних вчинків, і ця звичка спочатку діяти, а потім вже думати зробила його непрямим винуватцем загибелі Оптімус Прайм. Однак обставини склалися так, що переживати і каятися з цього приводу було просто ніколи: виявилося, що старовинний ворог автоботів, Меґатрон, на відміну від Прайма, не загинув. Перетворений і вдосконалений Юнікрона, він став відтепер іменуватися Ґальватрон і на чолі своєї нової армії, теж отриманої від Юнікрона, знову атакував Землю. Його напад застало автоботів зненацька і змусило їх спішно евакуюватися. Хот Род і Кап волею випадку опинилися на дивній планеті Квінтесса, де потрапили в полон до жорстоких господарям планети - Квінтессонам. Від неминучої смерті їх врятувало тільки несподівана поява Діноботів.

## Біографія і характер

### «The Transformers»
Часто зображується як енергійний, але зухвалий і впертий. Він зрілий, фізично міцний і сильний, мудрий і рішучий у вчинках. Демонструє впевненість у собі до такої міри, що це може здатися навіть проявом зарозумілості. Проте в глибині душі Родимус Прайм нерідко сумнівається в своїх власних рішеннях та інших відчуттях, оскільки постійно порівнює себе з попереднім лідером - Оптимусом Праймом і « комплексує »з цього приводу.

### «Transformers: The Headmasters»
Дія починається з того, що несподівано на Кібертрон з'являються Хедмастери - десептикони і Автоботи, колись покинули цю планету. Завдання десептиконів - підірвати Вектор Сигма. Поки Оптимус Прайм намагається дістатися до Вектора Сигма першим і захистити його, Хот Род шукає на землі Матрицю лідерства. Зрештою Оптимус зливається з Вектором Сигма, запобігаючи вибух, а Хот Рід знову стає Родимус Праймом і займає пост лідера Автоботов. Під його командуванням було проведено кілька вдалих місій. Однак після того, як Кібертрон був знищений в результаті диверсії, влаштованої наближеними Скорпонок в комп'ютерному центрі, Родимус Прайм, вважаючи себе винним у тому, що не зумів захистити рідну планету, передав свої повноваження Здоровань Максимус, а сам відбув у невідомому напрямку.

### «Transformers: Energon»
Колись відправився в космос, щоб врятувати Всесвіт від Юнікрона а. Родимус Прайм намагався захистити планету Альфа Кью, але не встиг, тому вона була поглинена. Щоб спокутувати свою провину, Родимус рятує Скорпонок і допомагає Альфа Кью, намагаючись переконати автоботів не знищувати Юнікрона. Не зумівши переконати Оптімуса, він відправляється назад до голови Юнікрона і привозить з собою Айронхайд. Після об'єднання автоботів з Альфа Кью поступає під командування Оптімуса (який, незважаючи ні на що, продовжує вважати Родимус рівним собі).

### Transformers: Optimus Prime vs. Megatron — Ultimate Battle
Цей короткометражний мультфільм являє собою колаж окремих серій мультсеріалів « Енергон» і « Кібертрон», ілюструють розповідь Оптімус Прайм про трансформерів. Тут Родимус Прайм з'являється в деяких сценах.

### «Transformers: Animated»
Боєць загону Елітної Гвардії Кибертрона. Разом з Хот шот, Айронхайд, Ред Алерт і Броуном брав участь у відбитті атаки десептиконів у космічного моста, де загинув від рук Ойл сліки - той кинув у Родимус хімікат, через якого бідолаха перетворився на іржу Судячи з його біографії, представленої Hasbro, Cartoon Network і IDW в енциклопедії « Transformers: Animated - The AllSpark Almanac II », Родаймес колись був Хот Родом, як і його тезка з« G1 ». Його разом з іншими молодими трансформерами взяли в тренувальний табір автоботів і віддали під командування сержанта Капом. Саме Кап і дав Хот Роду його ім'я, оскільки спочатку прийняв його за недисциплінованого панк а, схильного до різних хуліганських витівок (точно так само Кап вважав в серіалі «G1»). Кап вважав, що Хот Рід - як дим без вогню: багато шуму і показухи, а на ділі не бозна що. Але Хот Рід довів, що це не так, коли на одному з фінальних випробувань один з Автоботов впустив гранату біля Капа, і Хот Рід кинувся на неї всім тілом, щоб врятувати свого інструктора. На щастя, граната не вибухнула, але після цього випадку Кап назавжди змінив своє ставлення до хлопчика. Через цієї історії з гранатою Хот Родом зацікавилися і в верхах, і він був прийнятий в Академію Автоботов на цілий десяток років раніше за інших, за що пізніше отримав прізвисько «Обраний». В Академії Хот Род продовжував вражати Командування своїми

## Технічні характеристики
Родимус Прайм володіє гострим розумом, гідним справжнього полководця. Є експертом в області тактики і стратегії, володіє унікальною та виключної маневреність ю в битві. У режимі робота оснащений фотон ним Елімінатори, який стріляє зарядами високої напруги. Діяльність таких розрядів досягає 500 миль, а швидкість - 200 миль / год.

## Слабкі сторони
До того, як він став лідером, головними недоліками Родимус були його безрозсудність і імпульсивність. Отримавши Матрицю лідерства, він змінився, і тепер його основною проблемою стало постійне сумнів у власних силах, в основі якого відчуття того, що він ніколи не зможе зрівнятися з Оптимусом Праймом. Звідси і відсутність мотивації, і сприйняття своїх обов'язків лідера як тяжкого тягаря, від якого він готовий відмовитися при першій же можливості Показово, що в багатьох серіалах і коміксах Родаймес Прайм покидає своїх товаришів - один або з невеликою групою однодумців.

## Відеоігри

### «Transformers: Battle to Save the Earth»
Поряд з іншими автоботами, Родимус Прайм охороняв різні землі від злодіянь десептиконів.

### «Transformers: Mystery of Prime»
Коли Оптимус Прайм пропав безвісти, Ультра Маґнус відправився шукати лідера автоботів. Десептикони вкрали ще й енергоном куби, які збирав Родимус. Після фінального бою Автоботи змогли знайти Прайма.

### «Transformers: The Headmasters»
Родимус Прайм був викрадений десептиконами за наказом Ґальватрон а, але був врятований Хедмастерамі. Випустивши всіх автоботів з в'язниці, Родимус здолав Скорпонок.

### «Transformers: War for Cybertron — Autobots»
Дивним чином Родимус був заражений Темним енергоном. Будучи в сказі, він стріляв по автоботам, як по ворогам, проте був вилікуваний. Ненавидить працювати в команді разом з Капом. Він може бути розблокований в режимі «Арена».

## Цікаві факти
- У коміксах Marvel Праймус в істинній формі сильно нагадує Родимус Прайма, чим і пояснюється факт, що його перша випущена іграшка - Золотий Родимус.
- У грі «Transformers: Mystery of Prime» Родимус являє собою оранжевого Ультра Маґнуса, проте альт-форми у трансформерів різні.
- За помилку в титрах гри «Transformers: War for Cybertron - Autobots» його ім'я вказано як Хот Шот.

## Поява в серіях
Трансформери: The Movie
Трансформери G1 - третій і четвертий сезони - всі серії
Трансформери: The Headmasters
- 1. Четверо небесних воїнів / Four Warriors Come out of the Sky
- 2. Історія планети Майстер / The Mystery of Planet Master
- 3. Народження нового лідера / Birth of the Fantastic Double Prime
- 4. Вирішальна битва касетних роботів / The Great Cassette Operation
- 5. Повстання на планеті Бісті / Rebellion on Planet Beast
- 6. Зловісний метеорит / Approach of the Demon Meteorite
- 7. Чотири мільйони років під покровом таємниці / The Four-Million-Year-Old Veil of Mystery
- 8. Тінь зла / Terror! The Six Shadows
- 9. Криза на Кібертрон (Частина 1) / Cybertron Is in Grave Danger (Part 1)
- 10. Криза на Кібертрон (Частина 2) / Cybertron Is in Grave Danger (Part 2)

Трансформери: Super-God Masterforce
- 4. Молодші воїни / Headmaster Juniors Тільки у флешбеки.

Трансформери: Energon
Трансформери: Cybertron
- 32. Рівновага / Balance

Трансформери: Optimus Prime vs. Galvatron - The Ultimate Battle 
Трансформери: Animated
- 30. Метаморфоза - Частина 1 \ TransWarped - Part 1[1][2][3]

## Іграшки
G1 / Encore
 Назва:   Rodimus Prime 
 Рік:  1986
 Країна:  США / ЯПОНІЯ
Видавець: Hasbro / Takara Tomy
 Опис: самая перша ігрушка Рода, що вийшла в 1986 році.
 '"Masterpiece Tr'  ansformers"
 Назва: MP-9 Rodimus Convoy
 Рік:  2010
 Видавець : Takara Tomy
 Опис: фігурка Родимус з украй високою артикуляцією,  точністю і якістю. Перше видання мало проблеми з суглобами, які були видалені в наступних.

### «Kre-O Transformers»
- Назва :  'Rodimus'

 Рік : 2014 

 Країна : США 

 Видавець : Hasbro 

 Клас:  Kreon Micro-Changers 

 Всесвіт:  «Kre-O» 

 Опис:  Фігурка Родимус може вийти в серії міні-фігурок «Kre-O Transformers: Micro-Changers». По зовнішності нагадує свого тезку з «G1». Його. крім того, можна трохи «перебудувати» в Хот Рід. У комплект увійшли також підставка і бластер.